# 오카다 아키타케
오카다 아키타케(일본어: 岡田 明丈, 1993년 10월 18일 ~ )는 일본의 야구 선수이자, 현 센트럴 리그 히로시마 도요 카프의 소속 선수(투수)이다.